# ESO 146-5
ESO 146-5 هو اصطدام مجري، يقع في كوكبة الهندي.

## روابط خارجية
- ESO 146-5 على موقع ويكي سكاي: DSS2, SDSS, GALEX, IRAS, Hydrogen α, X-Ray, Astrophoto, Sky Map, Articles and images